# Tour de França de 1954
L'edició del Tour de França 1954 prendrà la sortida des d'Amsterdam, sent la primera vegada que el Tour de França s'inicia a l'estranger. 11 formacions de 10 corredors prendran la sortida, però cap d'elles arribarà al complet a París.
La federació italiana no enviarà cap representant després d'una actuació decebedora per part dels ciclistes italians al Giro d'Itàlia.
Louison Bobet guanyarà el seu segon Tour de França consecutiu, després de confirmar la seva superioritat al coll de l'Izoard. Jean Robic i Hugo Koblet es veuran obligats a abandonar després de patir sengles caigudes.
S'estableix una jornada de descans pels corredors.

## Resultats

### Classificació general
| Classificació General                 | Classificació General | Classificació General | Classificació General |
| ------------------------------------- | --------------------- | --------------------- | --------------------- |
| 1.                                    | Louison Bobet         | França                | 140h06'05"            |
| 2.                                    | Ferdi Kübler          | Suïssa                | a 15'49"              |
| 3.                                    | Fritz Schaer          | Suïssa                | a 21'46"              |
| 4.                                    | Jean Dotto            | França                | a 28'21"              |
| 5.                                    | Jean Malléjac         | França                | a 31'38"              |
| 6.                                    | Stan Ockers           | Bèlgica               | a 36'02"              |
| 7.                                    | Louis Bergaud         | França                | a 37'55"              |
| 8.                                    | Vincent Vitetta       | França                | a 41'14"              |
| 9.                                    | Jean Brankart         | Bèlgica               | a 42'08"              |
| 10.                                   | Gilbert Bauvin        | França                | a 42'21"              |
| 110 participats, 69 acabaren la cursa |                       |                       |                       |

### Gran Premi de la Muntanya
| 1r | Federico Martín Bahamontes | 95 pts |
| 2n | Louison Bobet              | 53 pts |
| 3r | Richard Van Genechten      | 46 pts |

### Classificació de la Regularitat
| 1r | Ferdi Kübler | 215,5 pts |
| 2n | Stan Ockers  | 284,5 pts |
| 3r | Fritz Schaer | 286,5 pts |

### Classificació per equips
| 1r | Suïssa |

### Etapes
| Etapa   | Recorregut                           | km       | Guanyador         | Líder          |
| 1a      | Amsterdam - Brasschaat               | 216      | Wout Wagtmans     | Wout Wagtmans  |
| 2a      | Beveren- Lilla                       | 227      | Louison Bobet     | Wout Wagtmans  |
| 3a      | Lilla - Rouen                        | 219      | Marcel Dussault   | Wout Wagtmans  |
| 4a (a)  | Rouen - Circuit de Rouen-Les-Essarts | 10 (CRE) | Suïssa            | Louison Bobet  |
| 4a (b)  | Rouen - Caen                         | 131      | Wim Van Est       | Louison Bobet  |
| 5a      | Caen - Saint-Brieuc                  | 224      | Ferdi Kübler      | Louison Bobet  |
| 6a      | Saint-Brieuc - Brest                 | 179      | Dominique Forlini | Louison Bobet  |
| 7a      | Brest - Gwened                       | 211      | Jacques Vivier    | Louison Bobet  |
| 8a      | Gwened - Angers                      | 190      | Alfred de Bruyne  | Wout Wagtmans  |
| 9a      | Angers - Bordeus                     | 343      | Henk Faanhof      | Wout Wagtmans  |
| 10a     | Bordeus - Baiona                     | 202      | Gilbert Bauvin    | Wout Wagtmans  |
| 11a     | Baiona - Pau                         | 241      | Stan Ockers       | Wout Wagtmans  |
| 12a     | Pau - Luchon                         | 161      | Gilbert Bauvin    | Gilbert Bauvin |
| 13a     | Luchon - Tolosa                      | 203      | Alfred de Bruyne  | Gilbert Bauvin |
| 14a     | Tolosa - Millau                      | 225      | Ferdi Kübler      | Louison Bobet  |
| 15a     | Millau - Le Puy-en-Velay             | 197      | Dominique Forlini | Louison Bobet  |
| 16a     | Le Puy-en-Velay - Lió                | 194      | Jean Forestier    | Louison Bobet  |
| 17a     | Lió - Grenoble                       | 192      | Lucien Lazaridès  | Louison Bobet  |
| 18a     | Grenoble - Briançon                  | 216      | Louison Bobet     | Louison Bobet  |
| 19a     | Briançon - Aix-les-Bains             | 221      | Jean Dotto        | Louison Bobet  |
| 20a     | Aix-les-Bains - Besançon             | 243      | Lucien Teisseire  | Louison Bobet  |
| 21a (a) | Besançon - Épinal                    | 134      | François Mahé     | Louison Bobet  |
| 21a (b) | Épinal - Nancy                       | 72 (CRI) | Louison Bobet     | Louison Bobet  |
| 22a     | Nancy - Troyes                       | 216      | Alfred de Bruyne  | Louison Bobet  |
| 23a     | Troyes - París                       | 188      | Robert Varnajo    | Louison Bobet  |